# Gabriel Tamaș
Pour les articles homonymes, voir Tamas.
Gabriel Sebastian Tamaș (né le 18 novembre 1983 à Brașov, Roumanie) est un joueur de football roumain. Il joue au poste de défenseur à l'Astra Giurgiu.

## Carrière

### En club
Gabriel Tamaș signe son premier contrat professionnel à seulement 15 ans avec l'équipe de sa ville natale, le FC Brașov, qui évolue alors en deuxième division. Il a ensuite connu plusieurs clubs en Roumanie avant de rejoindre Galatasaray, le Spartak Moscou puis le Celta Vigo.
En 2007, il est recruté par l'AJ Auxerre, où il rejoint son compatriote Daniel Niculae. Deux ans plus tard, il retourne, par un prêt, dans son ancienne équipe, le Dinamo Bucarest. En janvier 2010, il est prêté avec option d'achat à West Bromwich Albion. En mai 2010, l'option de 0,9 million d'euros est levée.
Le 17 janvier 2014, il rejoint Doncaster Rovers.

### Équipe de Roumanie
Gabriel Tamaș dispute son premier match avec l'équipe de Roumanie en février 2003, face à la Slovaquie. Il fait partie des 23 joueurs sélectionnés par Victor Pițurcă afin de participer à l'Euro 2008.
Le 11 août 2011, Victor Piturca décide de l'exclure à vie de la sélection nationale après avoir passé une soirée arrosée deux jours avant le match amical remporté contre Saint-Marin (1-0). Son coéquiper Adrian Mutu est sanctionné de la même façon.

## Palmarès

### En club
- Dinamo Bucarest
  - Vainqueur de la Coupe de Roumanie en 2003 et 2005.
  - Vainqueur de la Supercoupe de Roumanie en 2005.

- Spartak Moscou
  - Finaliste de la Supercoupe de Russie en 2004.
  - Finaliste de la Coupe de Russie en 2006.
  - Vice-Champion de Russie en 2006.

- West Bromwich Albion
  - Vice-Champion d'Angleterre de D2 en 2010.

- Steaua Bucarest
  - Vainqueur de la Coupe de la Ligue roumaine en 2015.
  - Champion de Roumanie en 2015.
  - Vainqueur de la Coupe de Roumanie en 2015.

- Hapoël Haïfa
  - Vainqueur de la Coupe d'Israël en 2018.
  - Vainqueur de la Supercoupe d'Israël en 2018.